# 莱洛日马格龙
莱洛日马格龙（法語：Les Loges-Margueron，法語發音：[le lɔʒ maʁɡəʁɔ̃]）是法国奥布省的一个市镇，位于该省南部，属于特鲁瓦区。

## 地理
莱洛日马格龙（48°5'13"N, 4°6'34"E）面积31.21 平方千米，位于法国大東部大區奥布省，该省份为法国中北部省份，北起马恩省，西接塞纳-马恩省，西南至约讷省，东南至科多尔省，东临上马恩省。
与莱洛日马格龙接壤的市镇（或旧市镇、城区）包括：沙乌斯、科尔莫、屈桑日、热尼、朗塔日、拉洛日蓬布兰、梅特罗贝尔、蒙索莱沃德、吕米伊莱沃德、拉旺迪米尼奥。

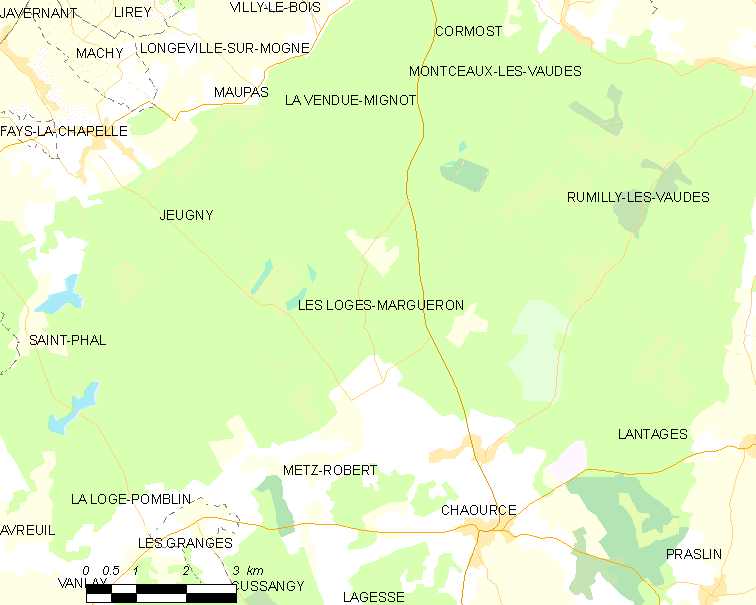
莱洛日马格龙的OSM定位图

莱洛日马格龙的时区为UTC+01:00、UTC+02:00（夏令时）。

## 行政
莱洛日马格龙的邮政编码为10210，INSEE市镇编码为10202。

## 政治
莱洛日马格龙所属的省级选区为莱里塞县。

## 人口

1962-2008年间莱洛日马格龙人口变化图示

莱洛日马格龙于2022年1月1日时的人口数量为214人。